# 車いすの金メダル
『車いすの金メダル』（くるまいすのきんメダル）は、1998年2月2日から3月27日にTBS系列の「ドラマ30」枠で放送された昼のテレビドラマ。MBS制作。放送時間は月曜から金曜13:30-14:00（JST）。全8週、39回（全40回でないのは期間中、長野五輪の中継のため1回分削られたため）。実在の車いすマラソンの世界記録保持者・畑中和選手をモデルに、ハンディキャップを背負いながらも明るく生きる女性の姿を描く。

## あらすじ
銀行の電話交換室で働く和は、日本を代表する車いすマラソンの選手である。父の宗彦は、自分の運転中の事故により和が車いす生活を送ることになったため、いまだに罪の意識を拭いきれずにいた。ある時、和は石塚徹也と名乗る男に声をかけられ、フォームを酷評される。徹也のコーチによる和の練習が始まった。

## キャスト
- 和：藤谷美紀
- 徹也：中村繁之
- 原田：草川祐馬
- 里奈：佐藤綾
- 高夫：北見唯一
- 聡美：沢村亜津佐
- 安江：荒木雅子
- 熊沢：松澤一之
- 奈美：奈美悦子
- 宗彦：大和田獏

## スタッフ
- 原作：高橋幸春『車椅子の挑戦者たち―私の夢を生きるために』
- 脚本：林千代、杉原邦彦
- 演出：鈴木晴之・山本実・鐘江稔
- 主題歌：イルカ「花一輪」
- 制作：MBS企画